# Home Sweet Homediddly-Dum-Doodily
"Home Sweet Homediddly-Dum-Doodily" är avsnitt tre från säsong sju av Simpsons. Avsnittet sändes på Fox i USA den 1 oktober 1995. I avsnittet tar socialen hand om Simpsons barn och skickar dem till familjen Flanders tills deras föräldrar kan ta hand om dem. Avsnittet skrevs av Jon Vitti och regisserades av Susie Dietter efter en idé av George Meyer. Avsnittet var de första som Bill Oakley och Josh Weinstein arbetade med som show runner för serien. Avsnittet innehåller referenser till Faster, Pussycat! Kill! Kill! och "I Got You Babe". Avsnittet har mest fått positiva recensioner och fick en Nielsen ratings på 9.0 och var det fjärde mest sedda på Fox under veckan.

## Handling
Homer åker på en spabehandling tillsammans med Marge medan farfar få ta hand om hushållet. Under tiden i skolan upptäcker Edna Krabappel att Bart fått löss och Seymour Skinner märker att Lisa inte har några skor (efter att två av skolans mobbare stulit dem), han bestämmer sig då för att ringa socialen. Socialen ser att huset inte är städat, eftersom Marge inte hann göra det innan de åkte iväg på spa-behandlingen och att farfar inte är bra på att ta hand om Maggie. De bestämmer sig för att skicka iväg barnen till ett fosterhem vilket blir hos grannen, familjen Flanders.
Bart och Lisa har svårt att anpassa sig till sin nya familj och att de är så religiösa, Maggie har inte samma problem. Homer och Marge börjar delta under tiden en kurs om föräldraskap för att få tillbaka sin barn. Marge tycker kursen är pinsam medan Homer tycker den är viktig.
Ned och Maude Flanders blir chockade då de får reda på att Simpsons-barnen inte är döpta och bestämmer sig för att döpa dem, samtidigt har Homer och Marge blivit godkända på kursen. Då Homer får reda på att de är på väg att döpas bestämmer han sig för att stoppa dem från att göra det och lyckas med några sekunder hindra Ned från att döpa Bart. Familjen återförenas, Maggie tvekar dock att komma tillbaka tills hon ser Marge. De börjar sen prata hur det var hos familjen Flanders och de börjar skratta över vad de fick uppleva.

## Produktion
Avsnittet var det första med Bill Oakley och Josh Weinstein som show runner för serien, de ville börja sin tid som producenter med ett avsnitt om familjen. Idén kom från George Meyer på ett möte de hade med författarna på ett hotell. 17 avsnitt skapades på hotellet, Weinstein anser att avsnittet var det bästa från hotellet. Oakley och Weinstein bad Jon Vitti att skriva manuset.
Avsnittet regisserades av Susie Dietter. I avsnittet finns en staty av John Swartzwelder, den lades in av Oakley då han och Weinstein trodde att serien utspelade sig i Swartzwelder County baserat på avsnittet "Dog of Death". Kvinnan från socialen baserade Oakley och Weinstein på en lärare i high school som de hatade. Hank Azaria gjorde en ny röst till Cletus i avsnittet för han och producenterna hade glömt hur Cletus lät i tidigare avsnittet. Joan Kenley gästskådespelade som telefonröst och Marcia Wallace som Edna Krabappel.

## Kulturella referenser
Ned och Maude Flanders sjunger i avsnittet en parodi på "I Got You Babe" till Maggie. Itchy & Scratchy-avsnittet som Bart och Lisa kollar på, "Foster, Pussycat! Kill! Kill!" är en referens till Faster, Pussycat! Kill! Kill!. Ned berättar att han lät sina barn en gång se My Three Sons men slutade med det för de lätt dem vara uppjagande innan de skulle lägga sig. Huvudnyheten i tidningen som Marge ger till Lisa innehåller en referens till en Poco-konsert. Då barnen åker med i familjen Flanders bil snurrar Maggie sitt huvud ett halvt varv och hon börjar le mot Bart och Lisa som blir rädda som en referens till Exorcisten.

## Mottagande
Avsnittet hamnade på plats 53 över mest sedda program under veckan med en Nielsen ratings på 9.0. Avsnittet var det fjärde mest sedda programmet på Fox under veckan. Från DVD Movie Guide har Colin Jacobson sagt att avsnittet innehåller de bästa scenerna från familjen Flanders hem men Homer och Marge utbildning är också rolig. Chalk anser att avsnittet var en av de första bra avsnitten från säsongen. Jennifer Malkowski från DVD Verdict anser att den bästa delen i avsnittet är då Marge berättar för barnen att de kommer en dag bli vuxna och få ta hand om sig själv precis innan Homer blir rädd för en spindel som Marge jagar iväg. Hon gav avsnittet betyget B+. I boken I Can't Believe It's a Bigger and Better Updated Unofficial Simpsons Guide har Warren Martyn och Adrian Wood kallat avsnittet för ett av de mest störande avsnitten då Bart och Lisa tvingas leva med familjen Flanders syndiga livsstil. Även om avsnittet slutar lyckligt var det för mycket då Ned försökte döpa barnen och Maggies andra ord blev en chock.
På The Register-Mail har Bill Gaither kallat avsnittet för seriens bästa avsnittet och gillar den främst för han dejtade en flicka som levde som Ned Flanders men var snyggare. Matt Groening anser att avsnittet är fantastiskt och en av hans favoriter, han anser också att det var ett söt slut.